# Масленников, Серафим Сергеевич
Серафи́м Серге́евич Ма́сленников (1907, Санкт-Петербург — не ранее 1975, Ленинград) — советский оператор неигрового кино, фронтовой кинооператор в годы Великой Отечественной войны.

## Биография
Родился в Санкт-Петербурге.
 В 1927 окончил Ленинградский фотокинотехникум. С июля того же года работал на Ленинградской кинофабрике «Совкино», сперва стажёром-лаборантом, контролёром позитива, а в 1931 году перевёлся в ассистенты оператора. Весной 1934 года в паре с оператором П. Паллеем снимал на борту ледокола «Красин», пробивавшегося к палаточному лагерю команды затонувшего парохода «Челюскин». Работал оператором на Алма-Атинской базе «Союзкинохроники». Вернувшись в Ленинград, с 1938 года работал в научно-производственной кинофотолаборатории Лесотехнической академии имени С. М. Кирова, а с 1939 года — на «Лентехфильме». Участвовал в советско-финляндской войне.
К началу Великой Отечественной войны имел семью. В Красную армию ушёл доброволцем в июне 1941 года, вольнонаёмным. Но штаб Ленинградского фронта отозвал Масленникова из действующей армии для работы во фронтовой киногруппе и с 1 января 1942 года он был зачислен ассистентом оператора киногруппы Северного фронта. С июня того же года работал в паре с Я. Местечкиным в киногруппе Карельского фронта, снимал также на Ленинградском и 3-й Прибалтийском фронтах. Вместе с Л. Изаксоном и Б. Дементьевым работал в отрядах ленинградских партизан.

Тов. Масленников человек большой личной храбрости и сознания долга.<…> Отличился он при съёмках боевых операций в районе 5-го посёлка, когда им был снят очень интересный материал, лёгший в основу спец-выпуска. Во время съёмок этой операции тов. Масленников был ранен.
— В. Соловцов, начальник киногруппы Ленинградского фронта, из наградного листа 12 июля 1944
Всеобщую симпатию завоевал Масленников. Да и трудно было относиться иначе к добродушному и прямому Серафиму Сергеевичу. Скромность и мягкость «папани» проявлялись неизменно. И даже когда он вел съёмку, то никогда не обнаруживал ни капли репортёрской назойливости, которая казалась нам неизбежной после первого рейса.
Контузия головы и ног была получена в январе 1943 года в ходе операции «Искра». К началу январской Красносельско-Ропшинской операции 1944 года вместе с Е. Учителем и Л. Изаксоном был заброшен в Ораниенбаум. В июне 1944 года снимал боевые операции на Карельском перешейке.
После окончания войны остался работать на Ленинградской студии кинохроники.
В 1958—1959 годах стал членом океанографической экспедиции на «Северянке» — научно-исследовательской лаборатории, переоборудованной из боевой подводной лодки. Итогом похода в Атлантику стала короткометражная лента «Первый рейс» (1959).
Кроме фильмов является автором сюжетов для кинопериодики: «Ленинградская кинохроника», «Ленинградский киножурнал», «Наш край», «Новости дня», «Новости недели», «По Карело-Финской ССР», «Северный киножурнал», «Советская Карелия», «Советский воин», «Советский спорт», «Социалистическая деревня», «Союзкиножурнал».
Член Союза кинематографистов СССР (Ленинград)
Скончался не ранее 1975 года.

## Фильмография
- 1938 — Механизированный лесной рейд
- 1938 — Эксплуатация лесовозных узкоколейных железных дорог
- 1939 — Работа стахановцев-лесорубов бригады В. Гузиенко
- 1942 — Ленинград в борьбе (в соавторстве)
- 1943 — Очистка города в условиях военного времени (совместно с Д. Шлюглейтом)
- 1944 — Великая победа под Ленинградом (в соавторстве)
- 1944 — Восьмой удар (в соавторстве)[19]
- 1944 — Ленинградские партизаны (в соавторстве)
- 1944 — Петергоф
- 1945 — Чехословацкая делегация в городе Ленинграде (совместно с В. Валдайцевым)
- 1948 — «Красин» в Америке
- 1948 — Песня колхозных полей (совместно с Г. Донцом, Я. Гринбергом, А. Смолкой)
- 1948 — Советский спорт (совместно с М. Аранычиевым, А. Зенякиным, И. Бессарабовым, Н. Вихиревым, А. Хавчиным, Р. Халушаковым)
- 1950 — Две встречи
- 1950 — Досфлот (совместно С. Фоминым, Г. Симоновым, Д. Ибрагимовым)
- 1950 — Народ чтит память Суворова (в соавторстве)
- 1951 — Совхоз за Полярным Кругом[20]
- 1952 — Первенство Советского Союза по лёгкой атлетике (совместно с С. Фоминым, Я. Блюмбергом, В. Валдайцевым, Б. Козыревым, Г. Трофимовым, А. Погорелым)[21]
- 1953 — День Военно-Морского Флота СССР (в соавторстве)
- 1953 — На зимнем стадионе (совместно с О. Ивановым, В. Валдайцевым, Ф. Овсянниковым, Г. Симоновым)[22]
- 1954 — Рейс мира (совместно с С. Фоминым, Я. Блюмбергом, В. Максимовичем, Г. Трофимовым, Ф. Овсянниковым, В. Страдиным)[23]
- 1955 — 3-я Всесоюзная студенческая спартакиада (совместно с Ф. Овсянниковым, Я. Блюмбергом, Я. Гринбергом, А. Рейзентулом)[24]
- 1955 — Люди доброй воли (совместно с Г. Донцом, С. Барташевичем, В. Валдайцевым, В. Гулиным, Ф. Овсянниковым, В. Страдиным)[25]
- 1955 — По новым дорогам[26]
- 1955 — Туристы из Франции (совместно с Г. Донцом, В. Гулиным, А. Богоровым, Я. Блюмбергом)[27]
- 1955 — Фестиваль ленинградской молодёжи (в соавторстве)[28]
- 1956 — Остров Врангеля
- 1958 — Гость из Мексики в Советском Союзе (в соавторстве)[29]
- 1958 — Когда идёт наступление
- 1959 — Визит финских гостей (совместно с В. Воронцовым, Г. Епифановым, Г. Голубовым)[30]
- 1959 — Гости из Перу (совместно с О Фишменом, Е. Федяевым)[31]
- 1959 — День нашей жизни (в соавторстве)
- 1959 — На просторах океанов (совместно с С. Коганом, Л. Кокошвили, Б. Небылицким, В. Цитроном, П. Тартаковым)[32]
- 1959 — Первый рейс[33]
- 1960 — Гости из Ганы в Советском Союзе (совместно с Я. Гринбергом, А. Истоминым, И. Михеевым)[34]
- 1961 — XII-я Спартакиада Вооруженных сил (в соавторстве)[35]
- 1962 — Встреча с немецким другом (совместно с Я. Блюмбергом, О. Лучининым)[36]
- 1963 — Пять стартов (в соавторстве)
- 1964 — Тридцатый старт (в соавторстве)
- 1965 — Под флагом Родины (в соавторстве)[37]
- 1966 — Огненные старты

Режиссёр
- 1939 — Стахановские методы выращивания поросят (также автор сценария)
- 1959 — Первый рейс

## Награды
- медаль «За оборону Ленинграда» (22 декабря 1942)[38]
- медаль «Партизану Отечественной войны» 1 степени (1943)[13]
- медаль «За оборону Советского Заполярья» (5 декабря 1944)[39]
- орден Красной Звезды (24 февраля 1945)[13]
- медаль «За победу над Германией в Великой Отечественной войне 1941—1945 гг.» (9 мая 1945)[40]
- медаль «За доблестный труд в Великой Отечественной войне 1941—1945 гг.» (6 июня 1945)[41]

## Комментарии
1. ↑  Кино. Энциклопедический словарь 1987 года под редакцией С. Юткевича приводит другую дату рождения — 1910 год.
2. ↑  В. И. Фомин в монографии «Плачьте, но снимайте! Советская фронтовая кинохроника 1941–1945 гг.» (2018) даёт иной интервал смерти — не ранее 1965 года.